# تودارروته
تودارروته، روستایی از توابع بخش کلاترزان شهرستان سنندج در استان کردستان ایران است.

## جمعیت
این روستا در دهستان کلاترزان قرار دارد و براساس سرشماری مرکز آمار ایران در سال ۱۳۸۵، جمعیت آن ۶۴۰ نفر (۱۵۴خانوار) بوده‌است.